# Port lotniczy Łódź-Lublinek
Port Lotniczy Łódź im. Władysława Reymonta (dawniej i nadal oficjalnie toponimicznie: Port lotniczy Łódź-Lublinek, kod IATA: LCJ, kod ICAO: EPLL) – międzynarodowy port lotniczy, zlokalizowany 6 km od centrum Łodzi.
Działał od września 1925 do końca lat 50. Pod koniec lat 90. XX w lotnisko zostało ponownie otwarte do użytku publicznego. W 2023 łódzki port lotniczy z liczbą 356 878 obsłużonych pasażerów plasował się na 12. miejscu wśród polskich lotnisk.
Lotnisko posiada trzy terminale:
- Terminal I (w czasie budowy pod roboczą nazwą Terminal III) oficjalnie otwarty 1 czerwca 2012 po trzyletniej budowie. Całkowite przeniesienie ruchu nastąpiło 30 czerwca 2012[3].
- Terminal General Aviation (dawniej Terminal I) zmodernizowany w 1997, obsługuje obecnie lotnictwo ogólne (ang.: general aviation) i loty VIP-ów. Ulokowane tu są m.in. lotnicze firmy usługowe, pomieszczenia wypoczynkowe dla pilotów, Lotniskowe Biuro Meteorologiczne.
- Terminal Cargo otwarty 16 września 2009 przeznaczony jest do obsługi połączeń samolotów towarowych.

## Dane techniczne
| Główna droga startowa            | 07L/25R (067°, 247°), asfalt – 2500 × 60 m, PCN 48 F/B/X/T |
| System świateł                   | SALS, RTHL, REDL, Na kierunku 07 światła PAPI.             |
| Procedura podejścia do lądowania | VOR/DME "LOZ" + ILS/DME (pas 25), częst. 110,5 MHz         |
| Paliwo                           | JET-A1, AVGAS-100LL – usługa tankowania: Petrolot          |
| Strefa kontrolowana lotniska     | (CTR)                                                      |
| Urządzenia radionawigacyjne      | LOZ 112.4 MHz VOR/DME; ILS/DME 110,5 MHz                   |
| Częstotliwości radiowe           | Łódź Wieża (w czasie pracy CTR) – 124.225 MHz              |
| Wzniesienie lotniska             | 185 m (n.p.m.)                                             |

Port lotniczy w Łodzi spełnia wszystkie normy bezpieczeństwa oraz ochrony środowiska.

## Historia

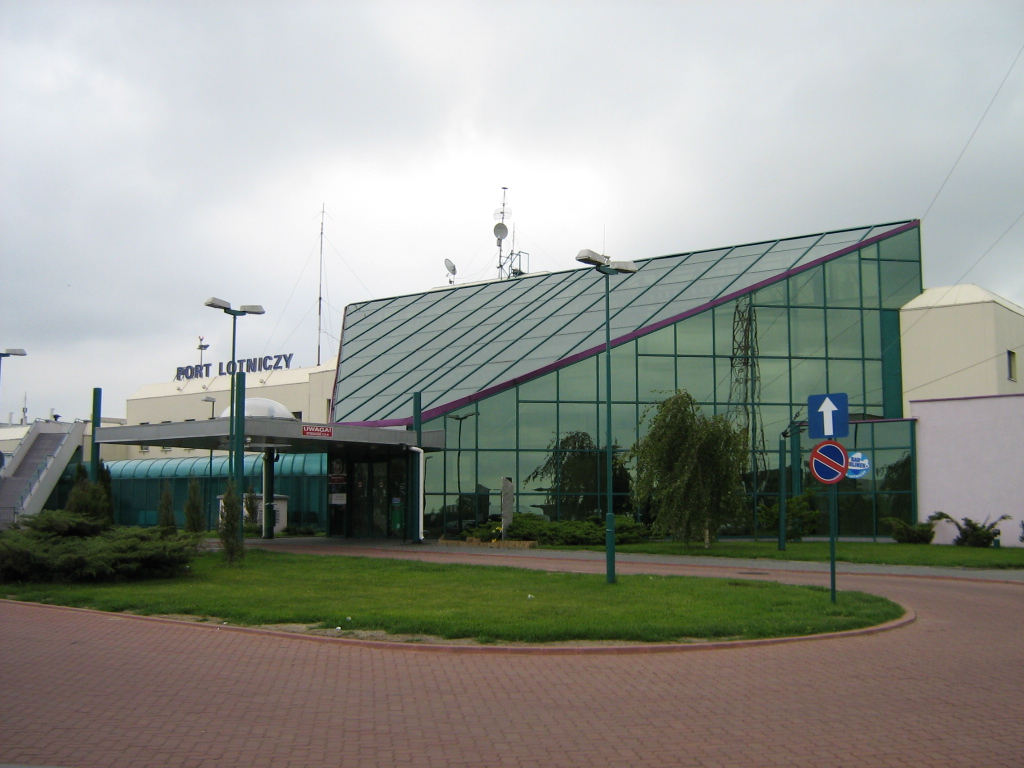
Terminal General Aviation

### Przed rokiem 2005
- W końcu 1924 wykupiono ziemię pod lotnisko we wsi Lublinek i zaczęto jego budowę[4]
- 13 września 1925 w pobliżu miasta Łodzi otwarto lotnisko Lublinek. Obecnie znajduje się ono w jego granicach administracyjnych[4].
- W 1927 uruchomiono regularne połączenia z Poznaniem, Warszawą, Krakowem później również ze Lwowem i Wilnem[4].
- W 1929 powstaje Łódzki Klub Lotniczy, który następnie przemianowano na Aeroklub Łódzki, w ramach którego w 1930 zostaje zorganizowany pierwszy kurs lotniczy. Komendantem kursu Przysposobienia Wojskowego Lotniczego w Łodzi rozpoczętego w maju, a zakończonego we wrześniu został słynny polski pilot, porucznik Franciszek Żwirko[4].
- W czasie II wojny światowej na początku września 1939 na Lublinku stacjonowały dwie eskadry lotnicze z Armii Łodź. Po wkroczeniu Niemcy zmodernizowali lotnisko dla celów wojskowych, budując 1200-metrowy betonowy pas startowy. Zmieniono także kierunek startu i lądowań z południowego i północnego na wschodni i zachodni, zgodnie z wiejącymi przez większą część roku wiatrami[4].
- Po zakończeniu wojny w latach 1945-1958 lotnisko stało się ważnym węzłem komunikacyjnym w Polsce. Uruchomiono loty na trasie Warszawa – Łódź – Kraków – Rzeszów – Lublin – Poznań – Katowice – Łódź – Warszawa. Potem ruszyły już bezpośrednie loty do Gdańska, Katowic, Krakowa, Warszawy, Wrocławia, Poznania. W tym okresie ruch pasażerski w Łodzi stanowi ponad 20% przewozów krajowych. Do 1958 Lublinek stał się drugim portem lotniczym po Okęciu w kraju, z 40 tys. pasażerów[5].
- Pod koniec lat 50. z bliżej nieokreślonych powodów, mimo iż łódzkie lotnisko obsługiwało bardzo dużą część polskiego ruchu lotniczego, zlikwidowano regularne połączenia pasażerskie z Lublinka. Prawdopodobnie port lotniczy nie pasował do robotniczego wizerunku miasta i władze komunistyczne wyszły z założenia, że ludzie mogą latać przez Okęcie. Od tego czasu lotnisko było wykorzystywane jedynie przez Aeroklub Łódzki oraz do celów ratunkowych. W kolejnych latach planowano zlikwidować lotnisko. Później były również plany stworzenia z Lublinka głównego węzła lotniczego w Europie z dwoma pasami startowymi. Ostatecznie zdecydowano się na kategorię lotniska miejskiego o zasięgu regionalno-międzynarodowym.
- W roku 1986 na lotnisku odbyły się Mistrzostwa Europy w samolotowym lataniu precyzyjnym. Mistrzostwa zakończono pokazami lotniczymi samolotów cywilnych i wojskowych.
- Dużym wydarzeniem związanym z lotniskiem było odprawienie na jego płycie 13 czerwca 1987 uroczystej mszy świętej podczas III podróży apostolskiej do Polski papieża Jana Pawła II[5].
- Na początku lat 90. XX wieku rozpoczęto starania o ponowne przywrócenie na Lublinku regularnego ruchu pasażerskiego. Decyzją prezydenta Grzegorza Palki utworzono lotnisko dyspozycyjne, obsługujące mały ruch pasażerski (awionetki, taksówki powietrzne). Wybudowano terminal pasażerski przy ul. gen. Maczka (wcześniej dworzec znajdował się przy ul. Dubois).
- W 1996 po niezbędnej modernizacji (wybudowany został terminal 1 przy ul. gen. S. Maczka, przebudowany pas startowy, droga kołowania, płyta postojowa, instalacje świateł nawigacyjnych i instalacji zasilających) oraz spełnieniu wymogów bezpieczeństwa krajowego i międzynarodowego ruchu lotniczego (w tym utworzenie Lotniskowej Straży Pożarnej) lotnisko otrzymało status międzynarodowego portu lotniczego[5].
- Koniec lat 90.  kapitalny remont i wydłużenie drogi startowej do 1440 metrów, drogi kołowania i płyty postojowej, przebudowa i modernizacja budynku portu lotniczego, stworzenie Lotniskowej Straży Pożarnej. Umożliwiło to przyjmowanie samolotów typu ATR 42, ATR 72, Jak-40, C-130 Hercules, BAe 146, Cessna Citation, Falcon 2000, Bombardier BD700 itp. Oprócz terminalu oddano do użytku hotel, restaurację i wypożyczalnię samochodów.
- 19 kwietnia 1999 planowano pierwszy regularny lot do portu lotniczego Warszawa-Okęcie. Z powodu złej pogody (nie było jeszcze ILS-u) lot nie odbył się, a pasażerów dowieziono na Okęcie taksówkami. Loty wystartowały dopiero 21 kwietnia 1999. Jednak źle dobrana pora lotów, brak ILS-u oraz za krótka droga startowa były przyczyną zawieszenia lotów. 7 maja 2001 powróciły loty do Warszawy, tym razem 3 razy dziennie. Jednak z powodu niskiej frekwencji i braku ILS-u loty zawieszono. W maju 2002 rozpoczęto instalację ILS-u.
- 29 marca 2004 linia lotnicza European Air Express (EAE) uruchomiła pierwsze międzynarodowe połączenie powietrzne z Łodzi. Były to loty do Kolonii. Jednak wysokie ceny (200 euro) i liczne ograniczenia w rezerwacji biletów, w obliczu konkurencji tanich linii startujących z innych miast, spowodowały zawieszenie lotów po 6 miesiącach.
- W 2004 lotnisko Łódź-Lublinek, jako jedyne w kraju, zostało wpisane do traktatu akcesyjnego jako lotnisko miejskie, co nałożyło na nie spore ograniczenia. ULC może ograniczyć liczbę startów, np. do jednej maszyny dziennie, co praktycznie uniemożliwi rozwój portu. Za tą poprawką głosowała większość łódzkich posłów.
- Od 2004 do marca 2005 funkcjonowały połączenia do Kopenhagi z Cimber Air.

### Rok 2005

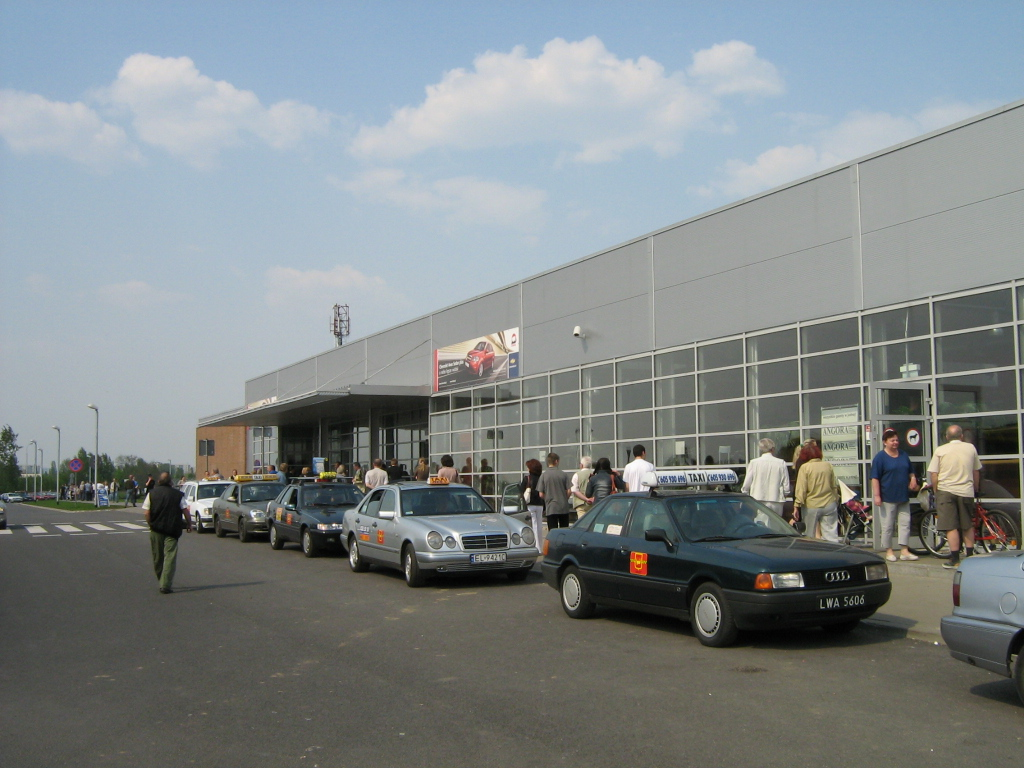
Nieistniejący już terminal nr II
(funkcjonował w latach 2005–2012)

- Od marca do sierpnia 2005 trwała rozbudowa drogi startowej z 1443 m do 2100 m, co umożliwiło przyjmowanie samolotów jakimi latają tanie linie lotnicze, np. Boeing 737 czy Airbus A320. Rozbudowano także płytę postojową.
- W lipcu 2005 Zarząd Województwa Łódzkiego przeznaczył 1,5 mln zł na dofinansowanie rozbudowy lotniska.
- Na początku sierpnia 2005 zapadła decyzja o postawieniu nowego, tymczasowego terminalu.
- W październiku 2005 Zarząd Województwa Łódzkiego zdecydował o przekazaniu miliona zł na zakup specjalistycznego wozu strażackiego. Wydatek zostanie sfinansowany z kontraktu wojewódzkiego dla województwa łódzkiego na lata 2005–2006.
- 20 października 2005, na zlecenie techników przewoźnika Ryanair, przemontowano oświetlenie z krawędzi pasa na trawę, co poszerzyło pas startowy z 30 do 45 m.
- 29 października 2005 o godz. 12.00, dzień przed uruchomieniem połączenia Łódź-Londyn, odbyło się uroczyste otwarcie Terminalu II. Zbudowano go w rekordowym czasie 70 dni. Budynek został zaprojektowany przez Biuro Projektowe Piotra Bilińskiego, a wykonawcą była firma Remo-Bud (ta sama, która przedłużyła pas startowy). Obiekt ma konstrukcję modułową, przenośną, nietrwale związaną z gruntem. Przeznaczony jest do obsługi pasażerów oraz zawiera pomieszczenia przeznaczone dla służb specjalistycznych, sale odlotów i przylotów, pomieszczenia biurowe, wydzieloną część handlowo usługową. Jest zdolny obsłużyć dziesięciokrotnie większą liczbę pasażerów niż dotychczas, czyli 500 tys. osób rocznie. Hala ma niecałe 2 tys. m² powierzchni, kubaturę 9327,0 m³, a sala odlotów może pomieścić 200 osób (w tym 160 siedzących). Koszt budowy wyniósł 5 917 000 zł.
- 30 października 2005 zostały uruchomione regularne loty do Londynu liniami Ryanair. O godzinie 9:20 ponad 3 tys. łodzian zgromadzonych wokół lotniska, przywitało pierwszego boeinga 737-800 (rejs FR 2468). Spośród przylatujących 174 pasażerów większość stanowili mieszkańcy Łodzi. Czterdzieści minut później, o godzinie 10:00, samolot wystartował w rejs powrotny do Londynu, zabierając 172 pasażerów[6].
Na trasie Lotnisko-Dworzec Centralny (autobusowy) i Fabryczny (kolejowy) uruchomiono też pospieszną autobusową linię lotniskową L, skorelowaną z godzinami lotów oraz PKS i Polski Express z Warszawy obsługiwaną przez MPK Łódź. Powstało także bezpłatne mikrobusowe połączenie MZK Pabianice z Pabianicami.
- 13 grudnia 2005 uruchomiono loty na linii Łódź-Warszawa. Wprowadzono dziewięć rejsów tygodniowo, obsługiwanych dla LOT-u przez 18-miejscowe samoloty Jetstream J32 linii Jet Air.

### Rok 2006
- 5 stycznia 2006 pojawił się drugi specjalistyczny wóz bojowy dla Lotniskowej Straży Pożarnej. Nowa jednostka to Mercedes o mocy 456 KM dostarczony przez polską firmę Moto Truck z Kielc.
- 9 stycznia 2006 Gazeta Wyborcza poinformowała, że nazwa portu lotniczego Lublinek zostanie zmieniona na Łódzki Port lotniczy im. Władysława Reymonta lub Lotnisko im. Władysława Reymonta w Łodzi. Ostatecznie nowa oficjalną nazwą zostało Port lotniczy Łódź im. Władysława Reymonta.
- 9 lutego 2006 uruchomiono regularne loty do portu lotniczego East Midlands koło miast Nottingham, Leicester i Derby liniami Ryanair. Wprowadzono trzy rejsy tygodniowo – we wtorki, czwartki i soboty.
- 27 marca 2006 tani przewoźnik Centralwings uruchomił połączenia z Dublinem. Jego Boeing zabierał łodzian trzy razy w tygodniu, w poniedziałki, środy i piątki. Jednak, w połowie maja przewoźnik wycofał się z Lublinka.
- 4 kwietnia 2006 ruszyły loty Ryanair do Dublina.
- 14 kwietnia 2006 z lotami z Łodzi do Berlina wystartowała linia Direct Fly, która niedługo potem zbankrutowała.
- 17 maja 2006 łódzcy radni podjęli decyzję o nabyciu przez miasto nieruchomości położonych w rejonie łódzkiego portu lotniczego w celu wydłużenia pasa startowego do 2500 metrów, powiększenia płyty postojowej i poszerzenia drogi kołowania z 12 do 32 metrów.
- 20 czerwca 2006 Rada Ministrów zdecydowała o przekazaniu z budżetu państwa 25 mln zł dla łódzkiego lotniska prosto do kasy portu. Rządowa dotacja zapewniła wydłużenie drogi startowej do 2500 m oraz budowę strażnicy dla lotniskowej straży pożarnej.
- 12 października 2006 zakończono rozbudowę Terminalu II. Powiększono hale przylotów i odlotów. W hali odlotów utworzono salon VIP (executive lounge) dla pasażerów klasy biznes oraz sklep, na bazie którego powstanie strefa wolnocłowa. W hali przylotów stworzono dodatkowe pomieszczenia dla Straży Granicznej, Służby Ochrony Lotniska oraz Urzędu Celnego. Inwestycja, o wartości miliona złotych, została finansowana ze środków własnych portu.

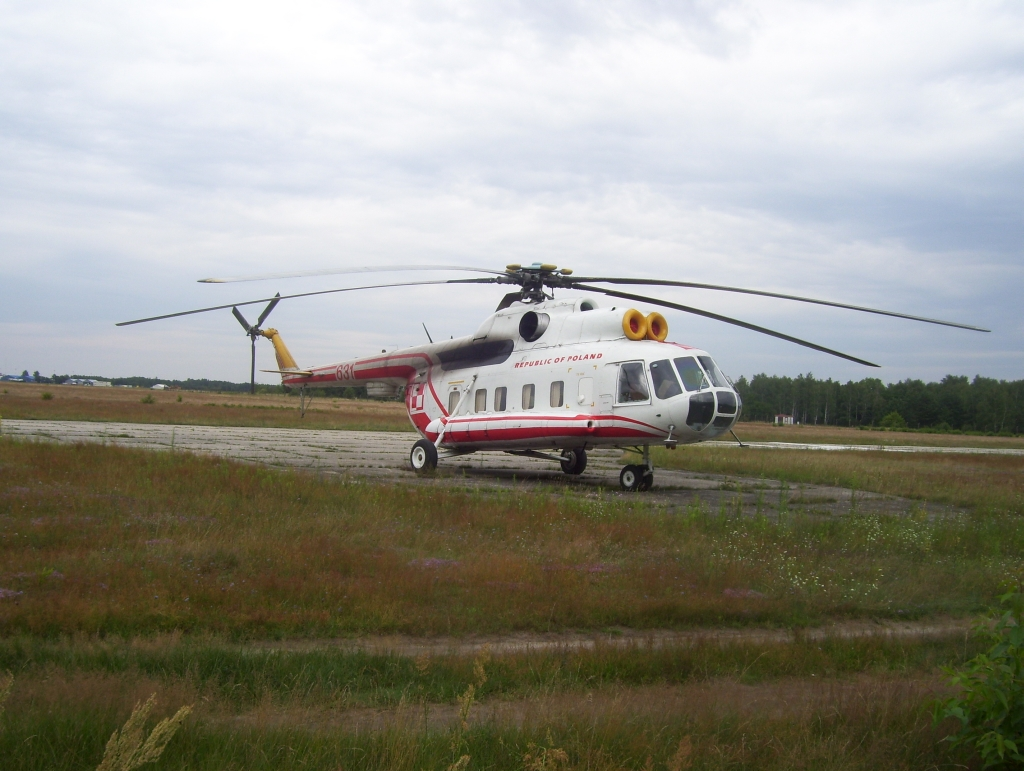
Śmigłowiec rządowy Mi-8S nr 631 (nr fabr. 10631) na płycie lotniska

- 27 października 2006 władze województwa podwyższyły o 1,5 mln zł kapitał spółki zwiększając udział województwa z 6 do 8%.
- 2 grudnia 2006 zakończono przedłużanie pasa startowego do 2500 m, a 19 stycznia 2007 nastąpiło jego oficjalne zatwierdzenie przez Agencję Ruchu Lotniczego.  Wydłużenie pasa i instalacja nowego oświetlenia kosztowały 21 mln złotych.

### Rok 2007
- 11 stycznia 2007 Senat RP uchwalił poprawkę o przyznaniu dla łódzkiego portu 37 mln złotych, co umożliwiło rozpoczęcie budowy Nowego Terminala Pasażerskiego.
- 7 lutego 2007 oddano do użytku strażnicę lotniskowych służb ratowniczych. Budynek usytuowano w połowie pasa startowego, żeby wozy bojowe i ratownicze mogły w jak najkrótszym czasie dotrzeć do skrajnych części lotniska. Wieża obserwacyjna ma 14 metrów wysokości, w budynku zainstalowano niezależne źródło energii elektrycznej i 4 zbiorniki wody gaśniczej, każdy o pojemności 54 m³. Strażnica kosztowała prawie 7 mln zł.
- 19 lutego 2007 ruszyły połączenia linii Centralwings do Paryża i Rzymu.
- W lipcu 2007 rozpoczęły się prace nad powiększaniem płyty postojowej. Po przebudowie będzie mogła pomieścić jednocześnie 8 samolotów Boeing 737. Do powiększonej płyty ma być dostawiony w przyszłości Nowy Terminal I na 1 mln pasażerów. Równocześnie rozbudowywany jest Terminal II, z powodu wejścia Polski do układu z Schengen[5].

### Rok 2008
- 29 marca 2008 wylądował na Lublinku pierwszy raz Boeing 757-200 Izraelskich linii lotniczych El Al inaugurując tym samym połączenia z Łodzi do Tel Awiwu[5].
- 12 czerwca 2008 otwarto nową płytę postojową. Płyta dla samolotów ma kształt trapezu o powierzchni 31 tys. m². Jej budowa trwała osiem miesięcy i kosztowała 31 mln zł. W uroczystości otwarcia wziął udział Prezydent Polski – Lech Kaczyński.
- We wrześniu 2008 Port Lotniczy Łódź zakupił dwa niskopodłogowe autobusy Solaris Urbino 12 do przewozu pasażerów. Wyposażone są one w opuszczaną w trakcje postoju podłogę (do poziomu 25 cm), pochylnie dla wózków inwalidzkich, klimatyzację, półki na bagaż podręczny i elektroniczne tablice informacyjne. Każdy z pojazdów może zabrać 82 pasażerów.
- 24 października 2008 oddano do użytku nowy parking na 215 samochodów. Parking jest ogrodzony, dozorowany za pomocą kamer i wyposażony w automatyczny system pobierania opłat. Koszt budowy, łącznie z drogami dojazdowymi od strony ulic Maczka i Pienistej, wraz z instalacjami podziemnymi wyniósł 13,3 mln zł.
- 29 października 2008 ruszyły połączenia linii Ryanair do Sztokholmu. Rejsy do Szwecji to pierwsze połączenie Ryanair z Łodzi poza Wyspy Brytyjskie.

### Rok 2009

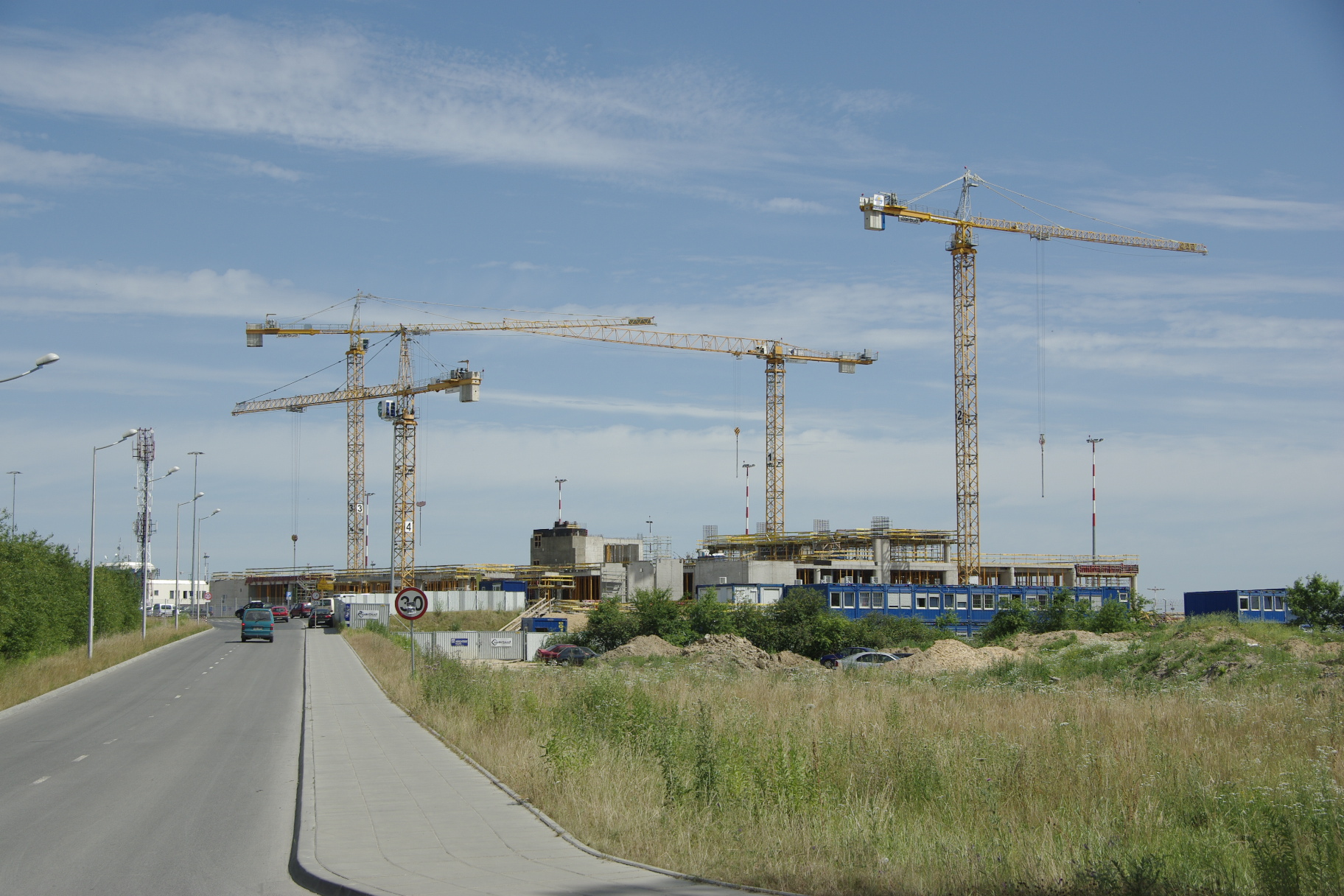
Budowa nowego trzykondygnacyjnego Terminalu I (lipiec 2010)

- W maju 2009 rozpoczęto przebudowę dawnego hangaru należącego do Aeroklubu Łódzkiego na terminal Cargo.
- 5 czerwca 2009 początek budowy stacji paliw.
- 16 września 2009 uruchomiono terminal cargo obsługiwany przez firmę Air Cargo Service.
- 26 października 2009 powrót połączenia do Nottingham/East Midlands z linią Ryanair
- 3 listopada 2009 linia lotnicza Ryanair połączyła ponownie Łódź ze Skandynawią. Tym razem z Oslo Torp.
- 24 listopada 2009 podpisano umowę z konsorcjum firm Hochtief Polska, Warbud SA, Hochtief Construction AG w sprawie budowy Nowego Terminala Pasażerskiego. Prace budowlane miały rozpocząć się 7 grudnia 2009 i potrwać 18 miesięcy[7]. Budynek miał w planach 137 m długości, do 80 m szerokości i 15 m wysokości i pozwolić obsłużyć cztery samoloty typu Boeing 737-800 w ciągu jednej godziny i ok. 2 mln pasażerów rocznie. W terminalu znajdować się miały pomieszczenia centralnej sortowni bagażu, hale odpraw pasażerskich, pomieszczenia techniczne, garaż dla służb lotniska, pomieszczenia socjalne, biura z zapleczem oraz centrum monitoringu. Planowane zakończenie prac i oddanie do użytku terminalu miało nastąpić w marcu 2012[8]. Szacowany koszt budowy to 200 mln zł. Głównym architektem był Leszek Szostak, który projektował terminale lotnicze w Goleniowie i Wrocławiu[9][10].

### Rok 2010
- 8 stycznia 2010 oficjalnie rozpoczęto budowę Nowego Terminala Pasażerskiego poprzez wmurowanie aktu erekcyjnego podpisanego przez prezydenta Łodzi Jerzego Kropiwnickiego, marszałka województwa Włodzimierza Fisiaka, wojewodę Jolantę Chełmińską, prezesa lotniska Leszka Krawczyka i byłego dyrektora lotniska Michała Marca[11].
- 30 marca 2010 nastąpiła inauguracja połączenia z Dortmundem (DTM) realizowanego przez węgierskie tanie linie lotnicze Wizz Air. Pierwszym samolotem przyleciało do Łodzi 147 pasażerów, zaś w drogę powrotną wybrało się ich 100[12].
- 12 kwietnia 2010 z Mediolanu po włoskich kibiców siatkarskich (Final Four) przyleciał Boeing 767 200ER – największy w dotychczasowej historii lotniska samolot pasażerski[13].
- 28 czerwca 2010 zawieszono kursowanie specjalnej, pospiesznej linii autobusowej „L”[14][15].
- 8 lipca 2010 podpisano umowę na budowę nowej wieży kontroli lotów. Wieża według projektu miała mieć wysokość 40 m i powierzchnię użytkową 1442 m² zaś inwestycja miała kosztować ponad 11 mln zł[16][17].
- 11 sierpnia 2010  Ryanair ogłosił uruchomienie lotów do Mediolanu-Bergamo.
- 25 sierpnia 2010 Wizz Air ogłosił rozpoczęcie lotów z Łodzi do Sztokholmu. Był to drugi kierunek realizowany przez Wizz Air z Łodzi po Dortmundzie.
- 3-6, 10-13 i 17-20 września 2010 w związku z remontem pasa startowego nastąpiło przejęcie części ruchu lotniczego z Portu Lotniczego im. F. Chopina (linie lotnicze WizzAir, Norwegian Air Shuttle, LOT Charters, Air Italy Polska, Travel Service Airlines, Eurocypria Airlines, Israir)[18]. Na ten czas uruchomiono autobusową linię L ponownie[19].
Za sprawnie przejęcie ruchu Port Lotniczy otrzymał nagrodę „Awionetka 2010” i tytuł Najlepszego Portu Lotniczego Roku 2010 oraz zwyciężył w plebiscycie „Łódź sukcesu”, w kategorii wydarzenie miesiąca[13].
- 13 września 2010 nastąpiło oficjalne rozpoczęcie budowy nowej wieży kontroli ruchu lotniczego poprzez wmurowanie aktu erekcyjnego. W uroczystości wzięli udział m.in. minister infrastruktury Cezary Grabarczyk, p.o. prezydent Łodzi Tomasz Sadzyński, marszałek województwa łódzkiego Włodzimierz Fisiak oraz wojewoda łódzki Jolanta Chełmińska. Budynek miał się składać się z 2-kondygnacyjnej części administracyjno-technicznej oraz 5-kondygnacyjnej wieży. Planowany termin zakończenia budowy to lipiec 2011[20][21].
- 30 października 2010 minęło 5 lat od inauguracji połączeń linii Ryanair pomiędzy Londynem i Łodzią. Przez ten czas linie te przewiozły z i na Lublinek 1 230 689 pasażerów[6].
- 31 października 2010 – Ryanair uruchomił połączenie z Mediolanem (Bergamo)[22].
- W październiku 2010 rozpoczęto budowę drogi patrolowo-pożarowej o długości 1920 m, szerokości 6 m[13].
- 5 listopada 2010 zakończyły się prace konstrukcyjne przy Nowym Terminalu Pasażerskim. Fakt ten został uczczony zawieszeniem wiechy na liczącej 20 metrów wieży dyżurnych operacyjnych portu, która jest najwyższym elementem konstrukcji budynku[23].
- 15 listopada 2010, w związku z likwidacją linii L, firma Plus Tour uruchomiła linię mikrobusową, która bezpośrednio połączyła lotnisko z centrum Łodzi i dworcami Łódź Kaliska i Łódź Fabryczna.

### Rok 2011
- 10 kwietnia 2011 – Rozpoczął się 2. etap modernizacji pasa startowego (odcinek 600-1020 metrów). Prowadzone prace miały na celu m.in. zwiększenie jego nośności[24].
- Średnie obłożenie (load factor) w kwietniu 2011 wynosiło:
  - Łódź – Dublin – Łódź – 90%,
  - Łódź – Dortmund – Łódź – 80%,
  - Łódź – Liverpool – Łódź – 80%,
  - Dublin → Łódź – 94%,
  - Londyn (STN) → Łódź – 91%
  - Dortmund → Łódź – 82%
  - Łódź → Mediolan (Bergamo) – 71%.
- 16 czerwca 2011 – decyzją Prezesa Urzędu Lotnictwa Cywilnego Port Lotniczy Łódź otrzymał status zarejestrowanego agenta cargo[25][26].
- 13 września 2011 – Wizz Air uruchomił połączenie z Łodzi do Londyn-Luton. Loty miały odbywać się 3 razy w tygodniu[27].
- 1 listopada 2011 – Ryanair podczas konferencji prasowej w Norwegii ogłosił, że od 25 marca 2012 uruchamia połączenie na trasie Łódź-Oslo Rygge[28].
- 15 grudnia 2011 –  Ryanair ogłosił, że od 28 marca 2012 ma zamiar uruchamić połączenie na trasie Łódź-Brema[29].

### Rok 2012
- 24 stycznia 2012  Ryanair ogłosił, że od 26 marca 2012 uruchamia połączenie na trasie Łódź-Bristol[30].
- 15 lutego 2012  OLT Express ogłosił, że od 2 kwietnia 2012 uruchamia dwa nowe krajowe połączenia na trasie Łódź-Wrocław oraz Łódź-Gdańsk[31].
- 11 kwietnia 2012 OLT Express ogłosił, że od 1 lipca 2012 uruchamia połączenie do Krakowa[32].
- 20 kwietnia 2012 OLT Express ogłosił, że od końca października 2012 uruchamia połączenia do Barcelony, Edynburga, Frankfurtu, Paryża, Rzymu i Warszawy[33].
- 29 maja 2012 Skandynawskie Linie Lotnicze SAS ogłosiły, że od 29 października 2012 uruchamiają połączenie do Kopenhagi[34].

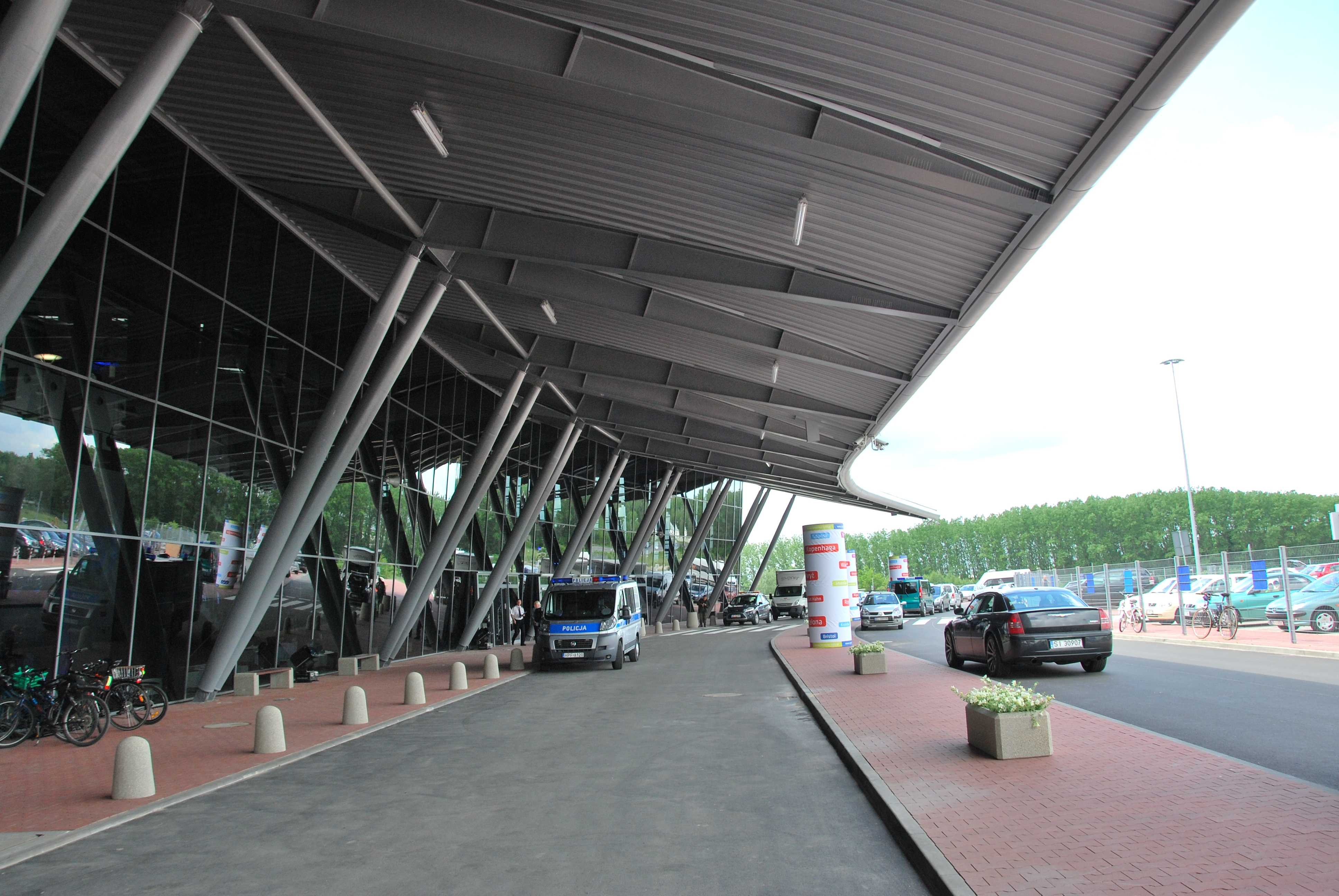
Przed nowym terminalem, otwartym w czerwcu 2012

- 1 czerwca 2012 odbyło się oficjalne otwarcie Terminala I w którym uczestniczyli tylko VIPy. Nowy terminal w liczbach[35]:
  - 25.600 metrów2
  - 4 kondygnacje
  - 15 stanowisk check in
  - 1,5 – 2 mln pasażerów rocznie
  - 1.300 pasażerów na godzinę
- 2 czerwca 2012 – otwarcie Terminala I dla wszystkich osób.
- 29 czerwca 2012 upłynął termin składania ofert w przetargu na sprzedaż terminala nr 2. Jedyną i zwycięską ofertę złożył port lotniczy w Radomiu[36]. Do końca listopada 2012 ma zostać rozebrany i przewieziony do Radomia[37].
- 31 lipca 2012  OLT Express ogłosiła upadłość i tym samym Łódź straciła wszystkie planowane połączenia tej linii[38].
- 15 listopada 2012 – faktyczne otwarcie nowej wieży kontroli lotów[39].
- 15 grudnia 2012 na terenie portu lotniczego odsłonięto tablicę upamiętniającą gen. Andrzeja Błasika (1962–2010), który zginął w katastrofie polskiego samolotu Tu-154M w Smoleńsku), a w tym miejscu przechodził podstawowy kurs latania[40].
- Rekordowa liczba pasażerów w dotychczasowej historii – 462,9 tys. pasażerów[41].

### Rok 2013
- 17 stycznia 2013 – otwarcie nowej bazy Lotniczego Pogotowia Ratunkowego[42].
- 28 marca 2013 – linia Wizz Air ogłasza zakończenie połączeń do Londynu-Luton z dniem 30 maja 2013[43].
- 30 maja 2013 – zakończenie lotów Wizz Air do Londyn-Luton i tym samym obecności linii Wizz Air na łódzkim lotnisku[44].

### Rok 2014
- 17 lipca 2014 – 4You Airlines ogłosiło otwarcie swojej bazy i 8 nowych połączeń[45]:
  1.  Barcelona-Girona [od 3 listopada 2014]
  2.  Londyn-Luton [od 4 listopada 2014]
  3.  Mediolan-Bergamo (Orio al Serio) [od 5 listopada 2014]
  4.  Dortmund [od 4 listopada 2014]
  5.  Bruksela-Charleroi [od 3 listopada 2014]
  6.  Rzym-Fiumicino [od 4 listopada 2014]
  7.  Paryż Charles de Gaulle [od 3 listopada 2014]
  8.  Tel Awiw-Ben Gurion [od 9 listopada 2014]
- 24 października 2014 – 4You Airlines ogłosiły upadłość, a tym samym plany otwarcia bazy i nowych połączeń nie zostaną zrealizowane[46].
- 25 listopada 2014 – Adria Airways ogłosiły, że od 29 marca 2015 zamierzają zwiększyć częstotliwość połączeń do Monachium do 2 razy dziennie, uruchomić nowe połączenie do Amsterdamu oraz otworzyć swoją bazę operacyjną[47][48][49].

### Rok 2015
- 29 marca 2015 – Adria Airways otworzyła swoją bazę lotniczą na łódzkim lotnisku wraz z otwarciem nowego połączenia lotniczego do Amsterdamu, które odbywa się 6 razy w tygodniu. Również od tego dnia połączenia do Monachium odbywały się 2 razy dziennie.
- 15 czerwca 2015 – Czeski narodowy przewoźnik Czech Airlines ogłosi, że od 14 lipca uruchomi nowe połączenia do Pragi i Edynburga. Połączenia będą odbywały się 2 razy w tygodniu.
- 14 lipca 2015 – Wystartowały nowe połączenia lotnicze do Pragi i Edynburga, obsługiwane przez czeskiego narodowego przewoźnika Czech Airlines.

### Rok 2016
- 27 stycznia 2016 – Czeski narodowy przewoźnik Czech Airlines poinformował, że wycofuje się z łódzkiego lotniska. Oznacza to, że zawieszone do 23 lutego 2016 loty nie powrócą do rozkładu[50].
- 31 marca 2016 – Adria Airways ogłosiły, że od 2 czerwca uruchomi nowe połączenie do Paryża. Połączenie miało odbywać się 3 razy w tygodniu (we wtorki, czwartki i soboty).
- 2 czerwca 2016 – wystartowały połączenia do Paryża obsługiwane przez Adria Airways. Połączenia odbywały się we wtorki, czwartki i soboty.

### Rok 2017
- 13 stycznia 2017 – poinformowano o kierunkach czarterowych[51] w sezonie lato 2017 jakimi są:
  - Korfu,
  - Heraklion,
  - Zakhyntos.
- 1 lutego 2017 – z powodu nikłego zainteresowania zlikwidowano połączenia do Paryża linii lotniczych Adria Airways[51].
- 2 kwietnia 2017 – zlikwidowano połączenia do Amstedamu[52].
- 6 maja 2017 – poinformowano o całkowitym zakończeniu współpracy z Adria Airways z powodu zbyt drogiej oferty przewoźnika, które nastąpi 30 czerwca.
- 11 października 2017 – linie Ryanair ogłosiły nowe połączenie Łódź-Ateny wykonywane od 12 maja 2018 w soboty.
- 20 grudnia 2017 – linia Lufthansa ogłosiła nowe połączenie Łódź-Monachium wykonywane od 28 marca 2018 od poniedziałku do piątku.

### Rok 2018
- 28 marca 2018 – wystartowały połączenia do Monachium obsługiwane przez Lufthansę. Rejsy odbywały się 5 razy w tygodniu i były obsługiwane przez samolot Bombardier CRJ-900[53].
- 12 maja 2018 – wystartowały połączenia linii Ryanair na trasie Łódź-Ateny.

### Rok 2019
- 10 października 2019 – Lufthansa zawiesiła połączenia do Monachium[54].

### Pandemia COVID-19 2020/2021
- 14 stycznia 2021 wiceprezydent Łodzi poinformował, że w związku z brakiem pomocy od rządu Miasto Łódź zamierza sprzedać Port Lotniczy Łódź-Lublinek[55].

### Rok 2021
- 4 lutego 2021 – linia SkyUp ogłasza połączenia z Łodzi do Lwowa i Kijowa[56].
- 15 lutego 2021 – linia Lumiwings ogłasza połączenie do Trapani z międzylądowaniem w Forli[57].
- 17 marca 2021 – w systemie linii Voyage Air pojawia się połączenie do Warny (połączenie zostaje odwołane przez przewoźnika)[58]
- 14 kwietnia 2021 – linie SkyUp poinformowały, że połączenie do Lwowa zostało odwołane
- 20 września 2021 - linie SkyUp inaugurują połączenie do Kijowa[59]

### Rok 2022
- 24 lutego 2022 - linie SkyUp z powodu agresji Rosji na Ukrainę zawiesiły połączenia do Kijowa.
- 15 czerwca 2022 - linie Ryanair ogłosiły, że od jesieni polecimy do Alicante (od 30 października 2022), Bergamo (od 31 października 2022) i Charleroi (od 1 listopada 2022)[60].
- 16 lipca 2022 - linie UIA poinformowały o otworzeniu tymczasowej bazy dla Embraera 190[61].
- 22 września 2022 - linie Wizz Air ogłosiły, że od 13 grudnia 2022 uruchomią połączenia do Londynu-Luton[62].
- 30 października 2022- linie Ryanair zainaugurowały sezon zima 2022/2023. Pierwszym samolotem był lot FR9982 z Alicante[63]
- 16 grudnia 2022-linie Wizz Air zainaugurowały połączenie do Londynu Luton[64]

### Rok 2023
- 28 czerwca 2023 - linie Ryanair ogłosiły połączenia do Malagi (od 29 października) i East Midlands (od 30 października)
- 29 października 2023 - linie Ryanair zainaugurowały połączenia do Malagi.

### Rok 2024
- 28 października 2024 - linie Ryanair zaingurowały nowe połączenie do Birmingham[65]. Tym samym z Łodzi będą realizowane aż 22 połączenia tego przewoźnika tygodniowo.

## Linie lotnicze i połączenia
Legenda:

 kierunki rozkładowe
Według stanu na czerwiec 2025 port lotniczy obsługiwany był przez 1 linię lotniczą, która oferowała bezpośrednie połączenia regularne do 7 portów lotniczych w 5 krajach Europy:
Połączenia regularne:
| Linia lotnicza | Kierunek                                                                                                   |
| -------------- | --- |
| Ryanair        | 1. Alicante 2. Birmingham 3. Bruksela-Charleroi 4. Dublin 5. Londyn-Stansted 6. Malaga 7. Mediolan-Bergamo |

Połączenia czarterowe:
| Linia lotnicza    | Kierunek                                             |
| ----------------- | ---------------------------------------------------- |
| Buzz              | 1. Antalya 2. Heraklion                              |
| Corendon Airlines | 1. Antalya                                           |
| Enter Air         | 1. Antalya 2. Burgas 3. Enfidha 4. Rodos 5. Zakintos |
| SkyUp Airlines    | 1. Marsa Alam 2. Szarm el-Szejk                      |
| Smartwings        | 1. Tirana                                            |

## Połączenia obsługiwane w przeszłości
| Linia lotnicza       | Kierunek       | Lata                |
| -------------------- | -------------- | ------------------- |
| European Air Express | Kolonia        | 2004                |
| Cimber Air           | Kopenhaga      | 2004-2005           |
| OLT Express          | Warszawa       | 2012                |
| OLT Express          | Gdańsk         | 2012                |
| OLT Express          | Wrocław        | 2012                |
| Centralwings         | Dublin         | 2006                |
| Centralwings         | Paryż          | 2007-2009           |
| Centralwings         | Rzym           | 2007-2009           |
| Direct Fly           | Berlin         | 2006                |
| Volare Airlines      | Mediolan       | 2007-2008           |
| Ryanair              | Sztokholm      | 2008                |
| Ryanair              | Brema          | 2012                |
| Ryanair              | Bristol        | 2012                |
| Ryanair              | Liverpool      | 2011-2013           |
| Ryanair              | Ateny          | 2018-2019           |
| Ryanair              | East Midlands  | 2006-2022 2023-2024 |
| Lumiwings            | Forli          | 2021                |
| WizzAir              | Dortmund       | 2010-2012           |
| WizzAir              | Sztokholm      | 2011                |
| WizzAir              | Londyn         | 2022-2023           |
| Adria Airways        | Monachium      | 2014-2017           |
| Adria Airways        | Amsterdam      | 2015-2017           |
| Adria Airways        | Paryż          | 2016-2017           |
| Czech Airlines       | Edynburg       | 2015-2016           |
| Czech Airlines       | Praga          | 2015-2016           |
| Lufthansa            | Monachium      | 2018-2019           |
| SkyUp Airlines       | Kijów-Boryspol | 2021-2022           |

## Statystyki ruchu lotniczego
| Rok  | Ruch              | I               | II              | III             | IV              | V               | VI              | VII             | VIII            | IX              | X               | XI              | XII             | Razem            |
| ---- | ----------------- | --------------- | --------------- | --------------- | --------------- | --------------- | --------------- | --------------- | --------------- | --------------- | --------------- | --------------- | --------------- | ---------------- |
| 1997 | ruch pasażerski   |                 |                 |                 |                 |                 |                 |                 |                 |                 |                 |                 |                 | 1720             |
| 1997 | cargo t           |                 |                 |                 |                 |                 |                 |                 |                 |                 |                 |                 |                 | 0                |
| 1997 | operacje lotnicze |                 |                 |                 |                 |                 |                 |                 |                 |                 |                 |                 |                 | b.d.             |
| 1998 | ruch pasażerski   |                 |                 |                 |                 |                 |                 |                 |                 |                 |                 |                 |                 | 1757             |
| 1998 | cargo t           |                 |                 |                 |                 |                 |                 |                 |                 |                 |                 |                 |                 | 3                |
| 1998 | operacje lotnicze |                 |                 |                 |                 |                 |                 |                 |                 |                 |                 |                 |                 | 1434             |
| 1999 | ruch pasażerski   |                 |                 |                 |                 |                 |                 |                 |                 |                 |                 |                 |                 | 2534             |
| 1999 | cargo t           |                 |                 |                 |                 |                 |                 |                 |                 |                 |                 |                 |                 | 6                |
| 1999 | operacje lotnicze |                 |                 |                 |                 |                 |                 |                 |                 |                 |                 |                 |                 | 1412             |
| 2000 | ruch pasażerski   |                 |                 |                 |                 |                 |                 |                 |                 |                 |                 |                 |                 | 794              |
| 2000 | cargo t           |                 |                 |                 |                 |                 |                 |                 |                 |                 |                 |                 |                 | 0                |
| 2000 | operacje lotnicze |                 |                 |                 |                 |                 |                 |                 |                 |                 |                 |                 |                 | 851              |
| 2001 | ruch pasażerski   |                 |                 |                 |                 |                 |                 |                 |                 |                 |                 |                 |                 | 2652             |
| 2001 | cargo t           |                 |                 |                 |                 |                 |                 |                 |                 |                 |                 |                 |                 | 0                |
| 2001 | operacje lotnicze |                 |                 |                 |                 |                 |                 |                 |                 |                 |                 |                 |                 | 1164             |
| 2002 | ruch pasażerski   |                 |                 |                 |                 |                 |                 |                 |                 |                 |                 |                 |                 | 1936             |
| 2002 | cargo t           |                 |                 |                 |                 |                 |                 |                 |                 |                 |                 |                 |                 | 0                |
| 2002 | operacje lotnicze |                 |                 |                 |                 |                 |                 |                 |                 |                 |                 |                 |                 | 1252             |
| 2003 | ruch pasażerski   |                 |                 |                 |                 |                 |                 |                 |                 |                 |                 |                 |                 | 7320             |
| 2003 | cargo t           |                 |                 |                 |                 |                 |                 |                 |                 |                 |                 |                 |                 | 0                |
| 2003 | operacje lotnicze |                 |                 |                 |                 |                 |                 |                 |                 |                 |                 |                 |                 | 1424             |
| 2004 | ruch pasażerski   |                 |                 |                 |                 |                 |                 |                 |                 |                 |                 |                 |                 | 6226             |
| 2004 | cargo t           |                 |                 |                 |                 |                 |                 |                 |                 |                 |                 |                 |                 | nie dot.         |
| 2004 | operacje lotnicze |                 |                 |                 |                 |                 |                 |                 |                 |                 |                 |                 |                 | 1633             |
| 2005 | ruch pasażerski   |                 |                 |                 |                 |                 |                 |                 |                 |                 |                 |                 |                 | 18063            |
| 2005 | cargo t           |                 |                 |                 |                 |                 |                 |                 |                 |                 |                 |                 |                 | nie dot.         |
| 2005 | operacje lotnicze |                 |                 |                 |                 |                 |                 |                 |                 |                 |                 |                 |                 | 1456             |
| 2006 | ruch pasażerski   |                 |                 |                 |                 |                 |                 |                 |                 |                 |                 |                 |                 | 204718           |
| 2006 | cargo t           |                 |                 |                 |                 |                 |                 |                 |                 |                 |                 |                 |                 | nie dot.         |
| 2006 | operacje lotnicze |                 |                 |                 |                 |                 |                 |                 |                 |                 |                 |                 |                 | 3256             |
| 2007 | ruch pasażerski   |                 |                 |                 |                 |                 |                 |                 |                 |                 |                 |                 |                 | 312365           |
| 2007 | cargo t           |                 |                 |                 |                 |                 |                 |                 |                 |                 |                 |                 |                 | nie dot.         |
| 2007 | operacje lotnicze |                 |                 |                 |                 |                 |                 |                 |                 |                 |                 |                 |                 | 7225             |
| 2008 | ruch regularny    | 21143           | 20622           | 22545           | 24252           | 26274           | 23537           | 23051           | 23306           | 24036           | 25131           | 29255           | 31762           | 294914           |
| 2008 | ruch czarterowy   | 328             | 308             | 552             | 1925            | 2167            | 3766            | 10527           | 9770            | 9284            | 3631            | 2074            | 158             | 44490            |
| 2008 | cargo t           |                 |                 |                 |                 |                 |                 |                 |                 |                 |                 |                 |                 | -                |
| 2008 | operacje lotnicze |                 |                 |                 |                 |                 |                 |                 |                 |                 |                 |                 |                 | 4194             |
| 2009 | ruch regularny    | 26744 (26,49%)  | 22335 (8,31%)   | 23725 (5,23%)   | 14484 (-40,28%) | 15146 (-42,35%) | 21096 (-10,37%) | 20474 (-11,18%) | 21613 (-7,26%)  | 22148 (-7,85%)  | 23723 (-5,60%)  | 19028 (-34,96%) | 28341 (-10,77%) | 258857 (-12,23%) |
| 2009 | ruch czarterowy   | 991             | 1346            | 857             | 486             | 1034            | 5435            | 12202           | 13309           | 9992            | 2941            | 775             | 475             | 49843            |
| 2009 | cargo t           | –               | –               | –               | –               | 4,6             | –               | –               | –               | –               | –               | –               | –               | 4,6              |
| 2009 | operacje lotnicze |                 |                 |                 |                 |                 |                 |                 |                 |                 |                 |                 |                 | 4281             |
| Rok  | Ruch              | I               | II              | III             | IV              | V               | VI              | VII             | VIII            | IX              | X               | XI              | XII             | Razem            |
| 2010 | ruch regularny    | 21178 (-20,81%) | 18924 (-15,27%) | 21723 (-8,44%)  | 19926 (37,57%)  | 27312 (80,32%)  | 29036 (37,64%)  | 31955 (56,08%)  | 30834 (42,66%)  | 27364 (23,55%)  | 29061 (22,50%)  | 21764 (14,38%)  | 25001 (-11,79%) | 304078 (17,47%)  |
| 2010 | ruch czarterowy   | –               | 926             | 1762            | 1314            | 1658            | 7840            | 15345           | 14517           | 39837           | 4024            | 1402            | 1239            | 89864            |
| 2010 | cargo t           | –               | –               | –               | 0,2             | –               | –               | –               | –               | –               | –               | –               | –               | 0,2              |
| 2010 | operacje lotnicze |                 |                 |                 |                 |                 |                 |                 |                 |                 |                 |                 |                 |                  |
| 2011 | ruch regularny    | 25452 (20,18%)  | 23125 (22,20%)  | 23793 (9,53%)   | 25331 (27,13%)  | 29433 (7,77%)   | 31093 (7,08%)   | 30909 (-3,27%)  | 30987 (1,00%)   | 31116 (13,71%)  | 31988 (10,07%)  | 28687 (31,81%)  | 28281 (13,12%)  | 340195 (11,88%)  |
| 2011 | ruch czarterowy   | 389             | 1074 (15,98%)   | 977 (-44,55%)   | 1135 (-13,62%)  | 1333 (-19,60%)  | 6245 (-20,36%)  | 11821 (-22,97%) | 12322 (-15,12%) | 9947 (-75,03%)  | 1697 (-42,17%)  | 2111 (50,57%)   | –               | 49091 (-45,37%)  |
| 2011 | cargo t           | –               | –               | –               | –               | –               | –               | 1               | 6               | 1               | 15              | 139             | 137             | 299              |
| 2011 | operacje lotnicze | 224             | 193             | 214             | 202             | 226             | 288             | 299             | 303             | 309             | 270             | 284             | 232             | 3044             |
| 2012 | ruch regularny    | 29009 (13,98%)  | 25765 (11,42%)  | 31088 (31,56%)  | 39384 (55,48%)  | 42557 (44,58%)  | 41516 (42,98%)  | 44604 (44,31%)  | 40386 (30,33%)  | 36291 (16,63%)  | 36534 (14,21%)  | 21884 (-22,62%) | 23722 (-16,12%) | 409777 (20,45%)  |
| 2012 | ruch czarterowy   | 347 (-19,11%)   | 1070 (-0,37%)   | 1499 (53,43%)   | 844 (-25,64%)   | 765 (-42,61%)   | 5249 (-15,95%)  | 12481 (5,58%)   | 12996 (5,47%)   | 8152 (-18,05%)  | 1581 (-6,84%)   | 500 (-76,31%)   | –               | 45735 (-6,84%)   |
| 2012 | cargo t           | 75              | 25              | 34              | 39              | 81              | 99              | 44              | 150             | 137             | 70              | 119             | 182             | 1055             |
| 2012 | operacje lotnicze | 212             | 186             | 228             | 441             | 436             | 414             | 438             | 368             | 328             | 281             | 216             | 231             | 3779             |
| 2013 | ruch regularny    | 22006 (-24,14%) | 21797 (-15,40%) | 25930 (-16,59%) | 29547 (-24,98%) | 33224 (-21,93%) | 29743 (-28,36%) | 32550 (-27,02%) | 32013 (-20,73%) | 29333 (-19,17%) | 28858 (-21,01%) | 15826 (-27,68%) | 16769 (-29,46%) | 317596 (-23,06%) |
| 2013 | ruch czarterowy   | –               | 370 (-65,42%)   | 236 (-84,26%)   | 44 (-94,79%)    | 98 (-97,19%)    | 5158 (-1,62%)   | 10513 (-15,77%) | 10155 (-21,86%) | 6422 (-21,22%)  | 1527 (-3,42%)   | –               | –               | 34523(-24,52%)   |
| 2013 | cargo t           | 165 (120%)      | 234 (836%)      | 222 (552,94%)   | 244 (525,64%)   | 272 (235,80%)   | 259 (161,62%)   | 269 (511,36%)   | 194 (29,33%)    | 353 (157,66%)   | 299 (327,14%)   | 296 (148,74%)   | 355 (95,05%)    | 3162(199,72%)    |
| 2013 | operacje lotnicze | 192 (-9,43%)    | 195 (4,84%)     | 236 (3,51%)     | 228 (-48,30%)   | 241 (-44,72%)   | 294 (-28,99%)   | 286 (-34,70%)   | 291 (-20,92%)   | 293 (-10,67%)   | 241 (-14,23%)   | 145 (-32,87%)   | 121 (-47,62%)   | 2763(-26,89)     |
| 2014 | ruch regularny    | 15747 (-28,44%) | 13369 (-38,67%) | 15135 (-41,63%) | 19198 (-35,03%) | 13147 (-60,43%) | 20475 (-31,16%) | 22825 (-29,88%) | 20768 (-35,13%) | 21422 (-26,97%) | 20974 (-27,32%) | 14992 (-5,27%)  | 16181 (-3,51%)  | 214233(-32,55%)  |
| 2014 | ruch czarterowy   | -               | 25 (-93,24%)    | -               | 8 (-81,82%)     | -               | 5553 (7,66%)    | 12861 (22,33%)  | 11465 (12,90%)  | 6494 (1,12%)    | 1223 (-19,91%)  | -               | -               | 37629(9%)        |
| 2014 | cargo t           | 370 (124,24%)   | 401 (71,37%)    | 408 (83,78%)    | 421 (72,54)     | 389 (43,01%)    | 402 (55,21%)    | 464 (72,49%)    | 492 (153,61%)   | 463 (31,16%)    | 622 (108,03%)   | 582 (96,62%)    | 666 (87,61%)    | 5680(79,63%)     |
| 2014 | operacje lotnicze | 121 (-36,98%)   | 88 (-54,87%)    | 102 (-56,78%)   | 168 (-26,32%)   | 112 (-53,53%)   | 225 (-23,47%)   | 270 (-5,59%)    | 252 (-13,40%)   | 244 (-16,72%)   | 184 (-23,65%)   | 134 (-7,59%)    | 136 (12,40%)    | 2036(-26,31%)    |
| Rok  | Ruch              | I               | II              | III             | IV              | V               | VI              | VII             | VIII            | IX              | X               | XI              | XII             | Razem            |

W nawiasach podano zmianę w stosunku do analogicznego okresu w poprzednim roku.

## Połączenia komunikacyjne

### Połączenia autobusowe
Lotnisko jest skomunikowane z centrum Łodzi autobusami komunikacji miejskiej linii 65A i 65B, które łączą go z dworcami Łódź Kaliska oraz Łódź Arturówek.

### Połączenie kolejowe
Planowane jest doprowadzenie do nowo otwartego terminala 1 linii kolejowej, która umożliwi połączenie z dworcem Łódź Kaliska, a także, po wybudowaniu tunelu pod Łodzią, również ze ścisłym centrum (dworcem Łódź Fabryczna i stacjami pośrednimi).

### Połączenie drogowe
Dojazd samochodem możliwy jest ul. gen. Stanisława Maczka lub ul. Franciszka Plocka. Lotnisko dysponuje dużym parkingiem, na którym postój do 10 minut jest bezpłatny.

## Modernizacja
W ostatnich latach lotnisko zostało zmodernizowane a do wykonanych zadań zalicza się:
- połączenie dwóch płyt postojowych na terenie po tymczasowym terminalu,
- zakończenie modernizacji i przebudowy starego odcinka Głównej Drogi Startowej,
- budowa zaplecza technicznego obsługi i zaopatrzenia samolotów,
- rozbudowa świateł Głównej Drogi Startowej G-DS do II kat. oraz budowa świateł podejścia na kierunku „25” kat. II,
- budowa równoległej drogi kołowania samolotów DK-R wraz z drogą kołowania szybkiego zjazdu oraz wydzielonym miejscem postoju samolotów,
- budowa wodociągu w ul. Zamiejskiej do Portu Lotniczego będącego drugostronnym zasilaniem w wodę Portu,
- budowa dróg patrolowych,
- instalacja systemu D-VOR,
- rozbudowa terminalu Cargo.